# Bougainville (ilha)

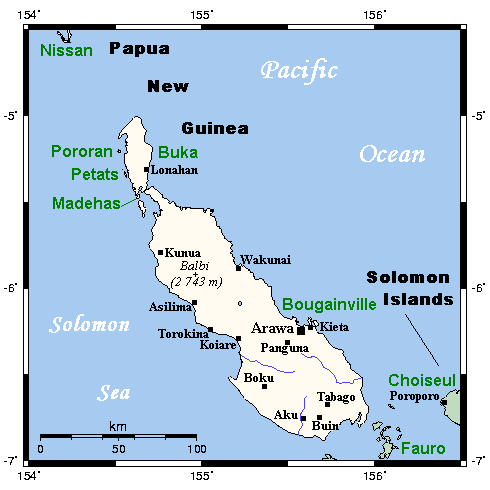
Mapa de Bougainville e ilhas vizinhas

Bougainville é uma ilha no Oceano Pacífico, a maior das ilhas do grupo que forma o arquipélago das Ilhas Salomão mas faz parte da Região Autônoma de Bougainville na Papua-Nova Guiné.  Seu nome foi dado pelo explorador francês Louis Antoine de Bougainville.
A ilha, com sua vizinha Buka e outras ilhas menores, também são conhecidas como Ilhas Salomão do Norte. Esta região também é conhecida como Província de Bougainville. Sua área territorial é de 9 300 km² e conta com uma população de 234 280 habitantes (censo 2011). Faz parte das Ilhas Salomão geográfica e ecologicamente, integrando o ecossistema de florestas úmidas da região, apesar de ser politicamente autônoma.

## História

Bandeira da ilha de Bougainville

A ilha de Bougainville foi povoada há 28.000 anos. Entre três a quatro mil anos atrás, o povo austronésio começou a habitar Bougainville, levando consigo porcos domesticados, galinhas, cães e ferramentas de obsidiana. O primeiro contato europeu com a ilha foi em 1768, quando o explorador francês Louis Antoine de Bougainville.
A Alemanha reivindicou a ilha de Bougainville em 1899, anexando-a à Nova Guiné Alemã. Missionários cristãos chegaram à ilha em 1902.
Durante a Primeira Guerra Mundial, a Austrália ocupou a Nova Guiné Alemã, incluindo Bougainville. Tornou-se parte do Território de Nova Guiné, território administrado pela Austrália sob Mandato da Liga das Nações concedido em 1920.
Em 1942, durante a Segunda Guerra Mundial, o Império do Japão invadiu a ilha, mas as forças Aliadas lançaram a campanha em Bougainville para recuperar o controle da ilha em 1943. Apesar dos pesados bombardeios, as guarnições japonesas permaneceram na ilha até 1945. Após o fim da guerra, com a rendição do Japão, o Território da Nova Guiné, incluindo Bougainville, retornou ao controle australiano.
Em 1949, o Território de Nova Guiné, incluindo Bougainville, fundiu-se com o Território de Papua, também administrado pela Austrália, formando o Território de Papua e Nova Guiné, um Protetorado das Nações Unidas sob administração australiana.
Duas tentativas de independência da ilha de Bougainville ocorreram em 1975 e 1990. A primeira disputa entre nativos da ilha e o governo da Papua-Nova Guiné se deu no processo de anexação da ilha por esta última, depois da mesma ter pertencido à Alemanha e à Austrália. Já a segunda iniciada em 1989 por trabalhadores minérios foi combatida pelo governo da Papua-Nova Guiné, que recebeu ajuda em armamentos da Austrália e de mercenários.
Em 1999, Mekere Morauta, do Movimento Democrático do Povo, tornou-se primeiro-ministro. No ano seguinte formou-se um governo interino em Bougainville.
No ano de 2001, foi definido que, no prazo de 10 a 15 anos a partir dessa data, haverá um plebiscito sobre sua independência.
O referendo ocorreu no dia 11 de dezembro de 2019. Os moradores votaram pela independência da Papua Nova Guiné. Quase 177 mil eleitores (98%) votaram pela autonomia total relativamente à Papua Nova Guiné.
De acordo com o acordo, a independência seria concedida à Bougainville entre os períodos de 2025 à 2027.

## Meio ambiente

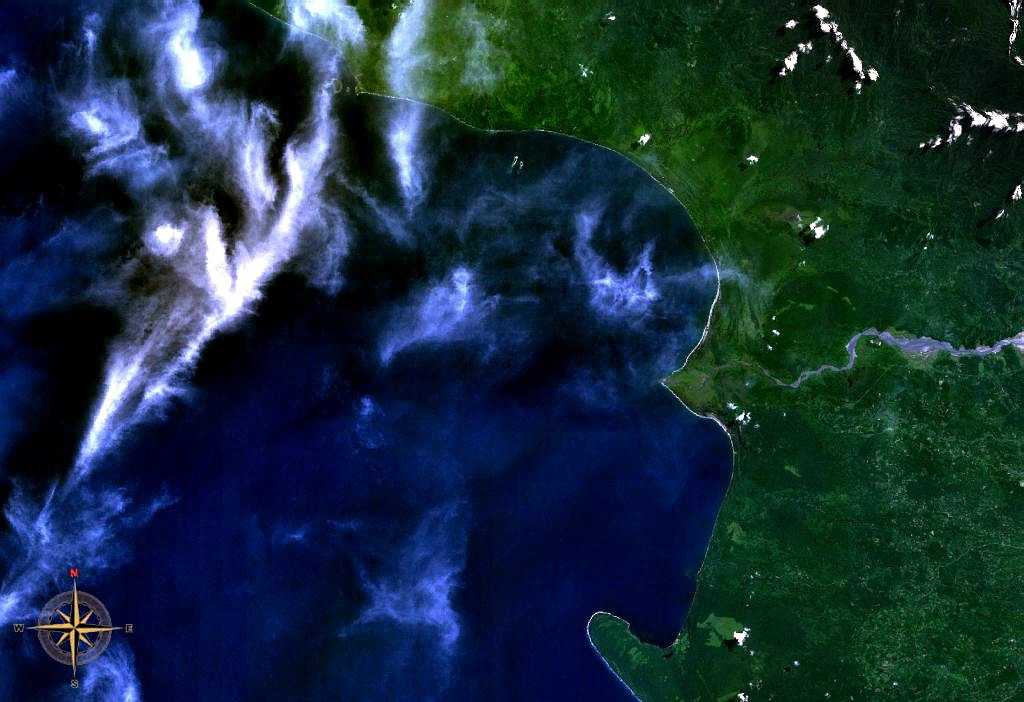
Baía da Imperatriz Augusta em imagem da NASA

A baía Imperatriz Augusta é a maior da ilha, localizada em seu litoral oeste e de onde o povo da ilha retira sua maior fonte de subsistência através da pesca. Durante a Segunda Guerra Mundial, ela foi palco de intensa luta entre norte-americanos e japoneses, durante o início da reconquista aliada do Pacífico, em 1943.
Nas décadas de 1970 e 1980, a baía foi largamente poluída, ameaçando a pesca na região, por resíduos de cobre provenientes da maior mina de cobre do mundo, em Panguna, operada pela corporação transnacional anglo-australiana Rio Tinto. Os conflitos começaram quando a população se ressentiu da grande exploração pela empresa transnacional das grandes reservas de cobre da ilha, sem apresentar maiores benefícios para os nativos, além de poluir suas águas de onde tiravam a maior parte de seu sustento. O fato acabou desembocando na criação do Exército Revolucionário de Bougainville de secessão em Bougainville e uma guerra civil que durou de 1989 a 1997. Este movimento separatista dos nativos de Boungaville foi chamado "Revolução dos Cocos".
Em 2007, os cerca de 2 000 moradores que habitam hoje o pequeno atol de Carteret, parte da província da ilha de Bougainville, foram removidas para para a esta última, engrossando o grupo de vítimas do aquecimento global e da consequente subida do nível do mar, que não para de crescer nos últimos anos. Há pelo menos 20 anos, este atol a 90 km de distância de Bougainville vem sendo tragado pelo aumento no nível dos oceanos.